# Boerenkool (groente)
Boerenkool (Brassica oleracea convar. acephala var. laciniata, synoniem Brassica oleracea var. sabellica) is een makkelijk bladgewas dat op alle grondsoorten geteeld kan worden en in Nederland een typische wintergroente is. Er is een herfst- en een winterteelt.
In Vlaanderen noemt men dit soms ook krulkool of krolkool.
Er zijn twee typen boerenkool:
1. struikboerenkool;  vormt een vrij lange stengel en wordt van begin september tot februari geoogst voor de verse consumptie. In maart gaan de planten doorschieten en ze komen daarna in bloei. Voor de herfstteelt wordt er begin mei tot begin juni gezaaid en van half juni tot half juli uitgeplant. Voor de winterteelt wordt er begin juni tot begin juli gezaaid en van half juli tot begin augustus uitgeplant op 65 x 50 cm.
2. maai- of dwergboerenkool; wordt voor de industrie geteeld en geoogst van half september tot begin november, omdat deze boerenkool niet tegen vorst kan. Dwergboerenkool mag geen lange stengel maken, omdat de boerenkool afgemaaid wordt. Ook moeten de bladeren dunne stelen en een dunne middennerf hebben. Daarom worden hier rassen gebruikt die min of meer een rozet vormen. Bij dwergboerenkool is er alleen een herfstteelt. Er wordt ter plaatse van half juni tot eind juli gezaaid met een rijafstand van 25 cm.

## Rassen
Van oudsher zijn er de struikboerenkoolrassen: Westlandse herfst, Westlandse winter en Westlandse Halfhoge Fijngekrulde. Westlandse herfst heeft fijner gekruld blad dan Westlandse Winter, maar kan niet tegen vorst. Daarnaast zijn er hybriderassen. Er is ook een ras met roodpaars blad, de Brassica oleracea var. sabellica.

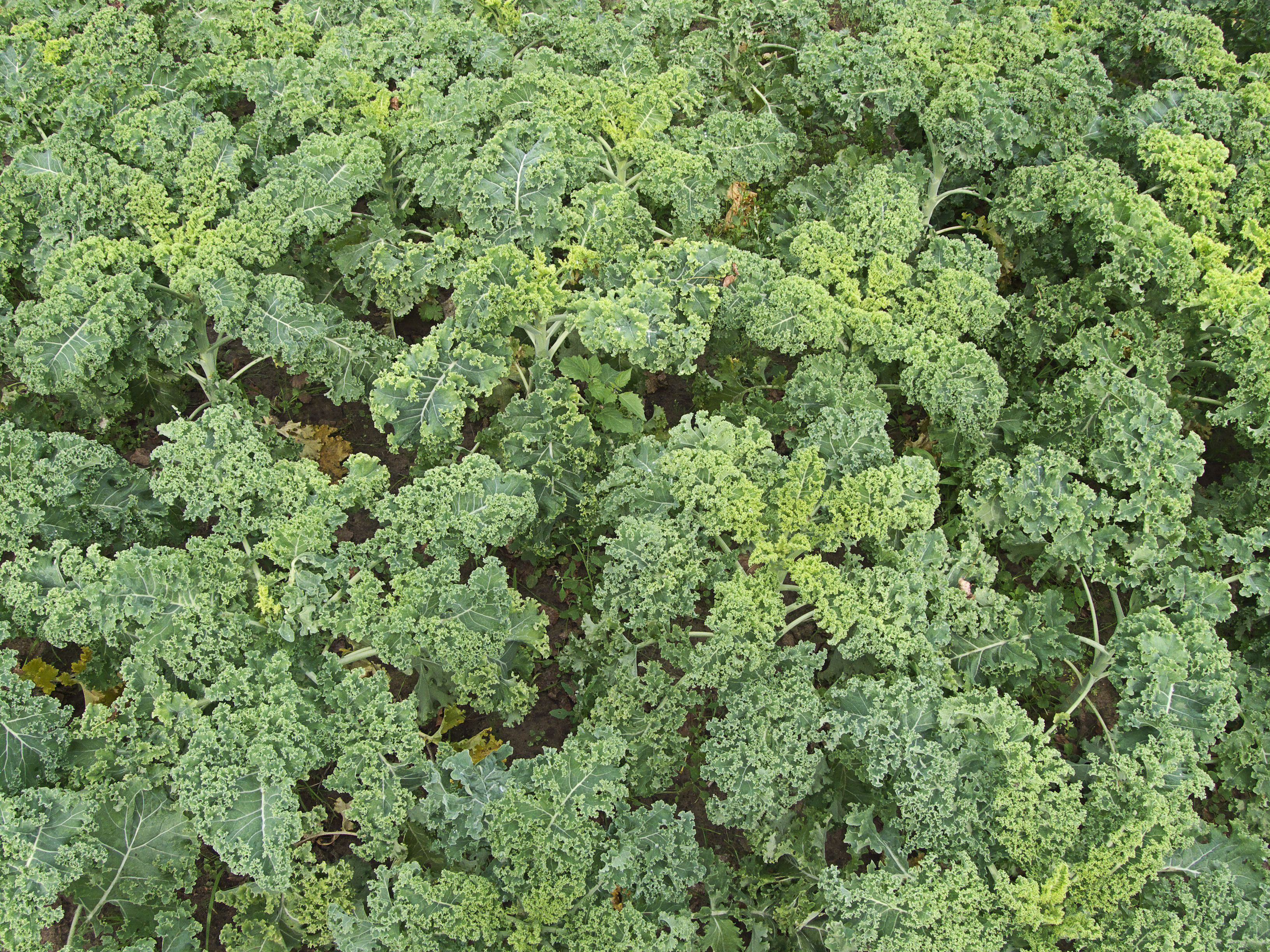
'Westlandse winter'
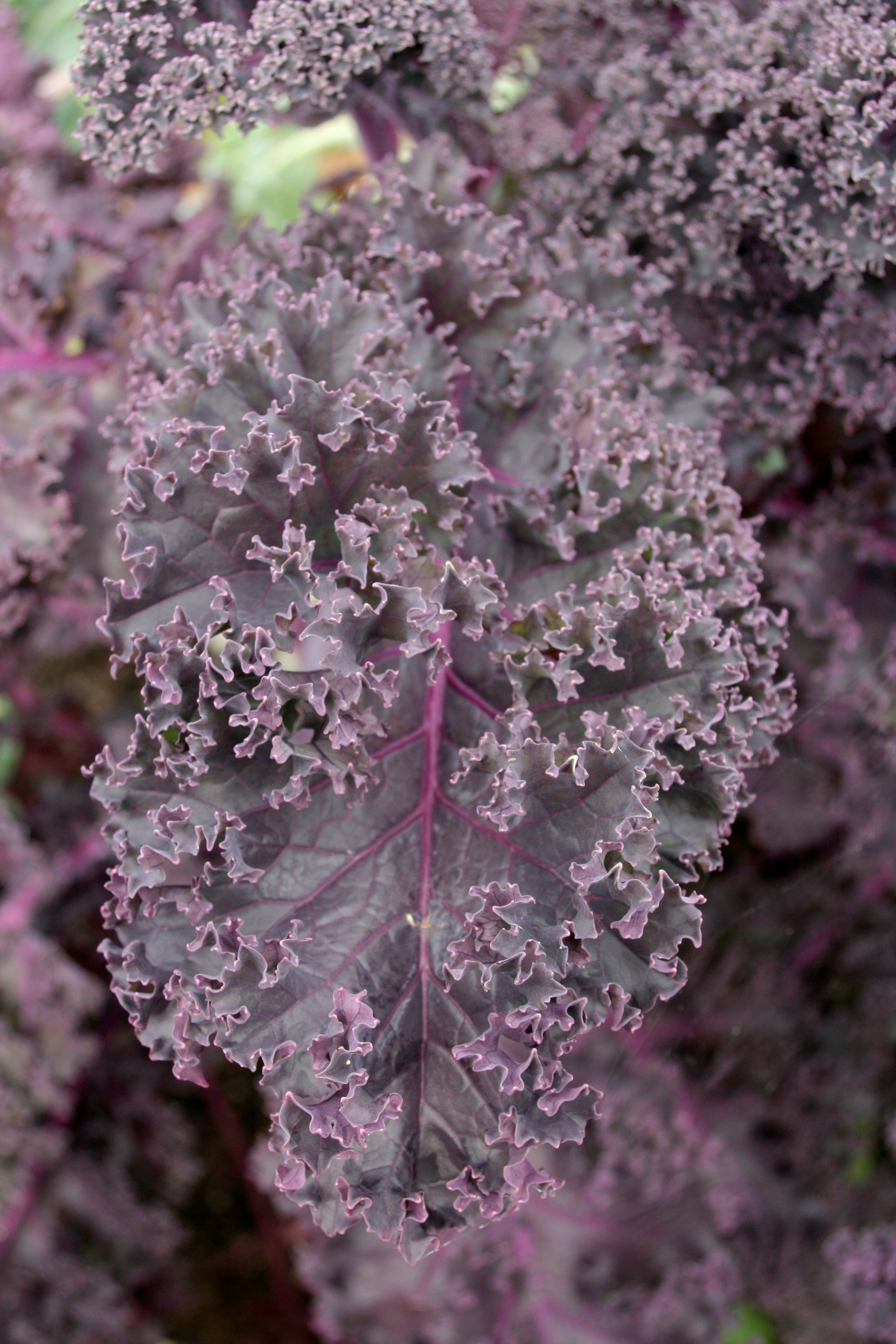
Brassica oleracea var. sabellica

## Nachtvorst
Evenals andere gewassen treedt bij boerenkool een proces op waarin het zoeter gaat smaken na blootstelling aan temperaturen onder het vriespunt. Aardappels schijnen hetzelfde te doen, maar die kunnen gaan verkleuren bij de lage temperaturen, doordat ze gevoeliger worden voor stoten, het zogenaamde stootblauw. Boerenkool heeft dat probleem niet. Wanneer het gaat vriezen, wordt zetmeel in gewassen omgezet in suiker. Een plant doet dit om het vriespunt te verlagen. Hierdoor kunnen gewassen iets beter tegen vorst, maar hierdoor verandert ook de smaak. 
Het heeft geen zin boerenkool uit de supermarkt thuis in de vriezer te stoppen om de smaak zoeter te maken. Het bevriezen gaat te snel en de temperatuur van twintig graden onder nul is veel te laag.

## Ziekten en aantastingen
Boerenkool kan niet alleen aangetast worden door rupsen van o.a. het Groot koolwitje en het Klein koolwitje, maar ook door de melige koolluis (Brevicoryne brassicae) en soms zelfs ook door witte vlieg. Verder kan bladvergeling optreden door aantasting van de schimmel valse meeldauw (Peronospora parasitica). Ook kan boerenkool aangetast worden door de bacterievlekkenziekte (Pseudomonas tomato maculicola).
Bij langdurige sneeuw kunnen houtduiven veel schade veroorzaken, doordat ze de kop uit de plant vreten en de planten met uitwerpselen besmeuren.

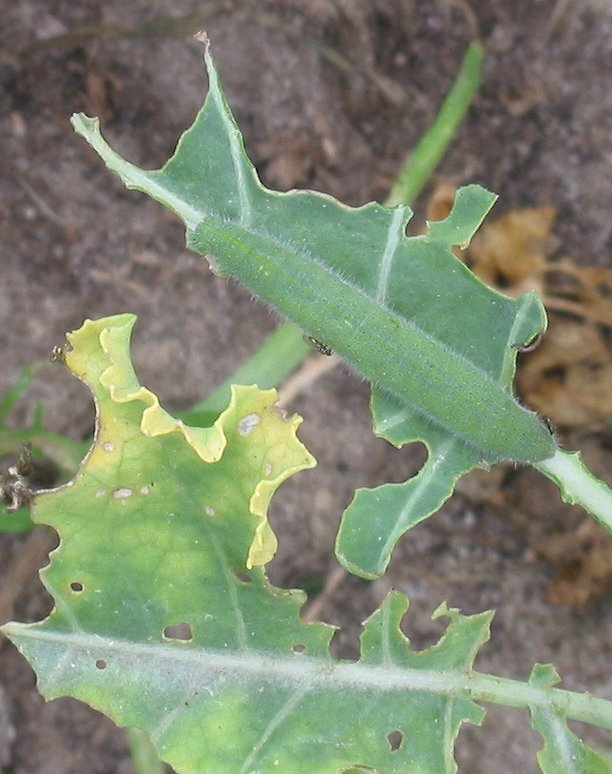
Rups van Klein koolwitje
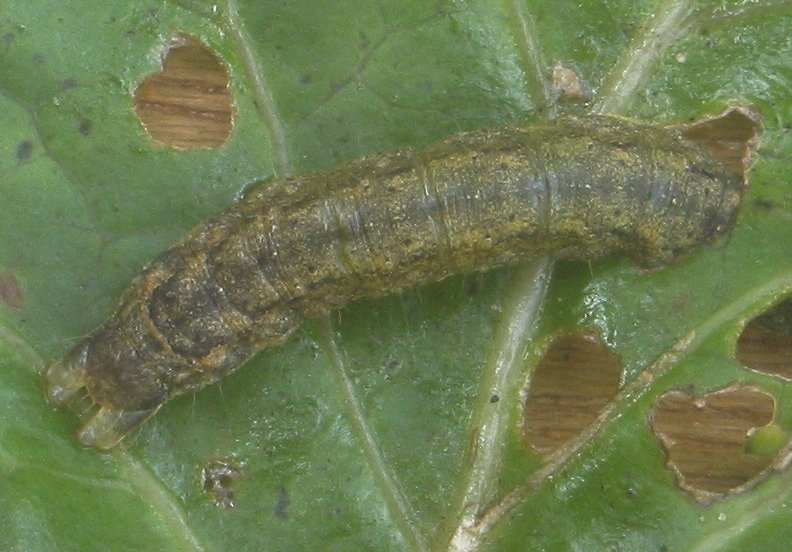
Kooluil Mamestra brassicae op boerenkool
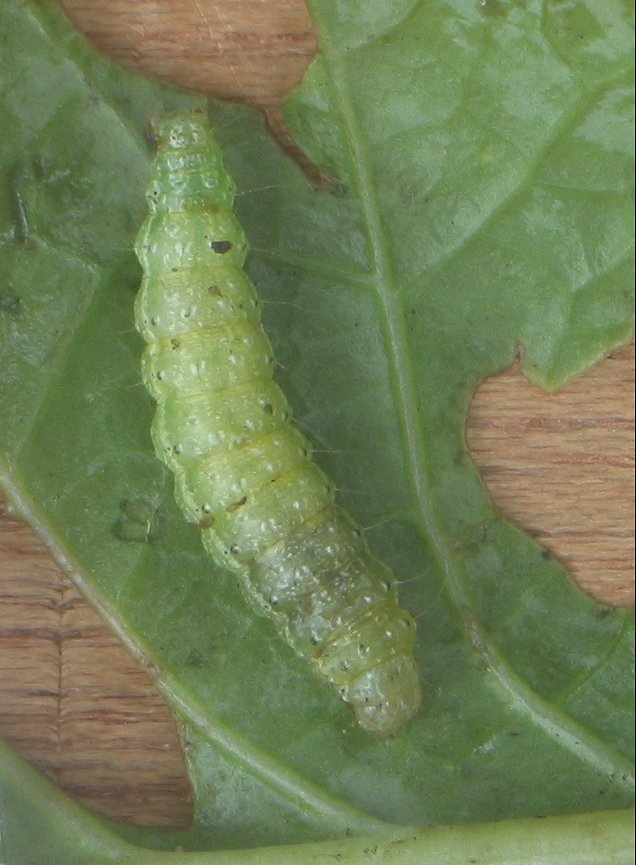
Koolbladroller Clepis spectrana op boerenkool
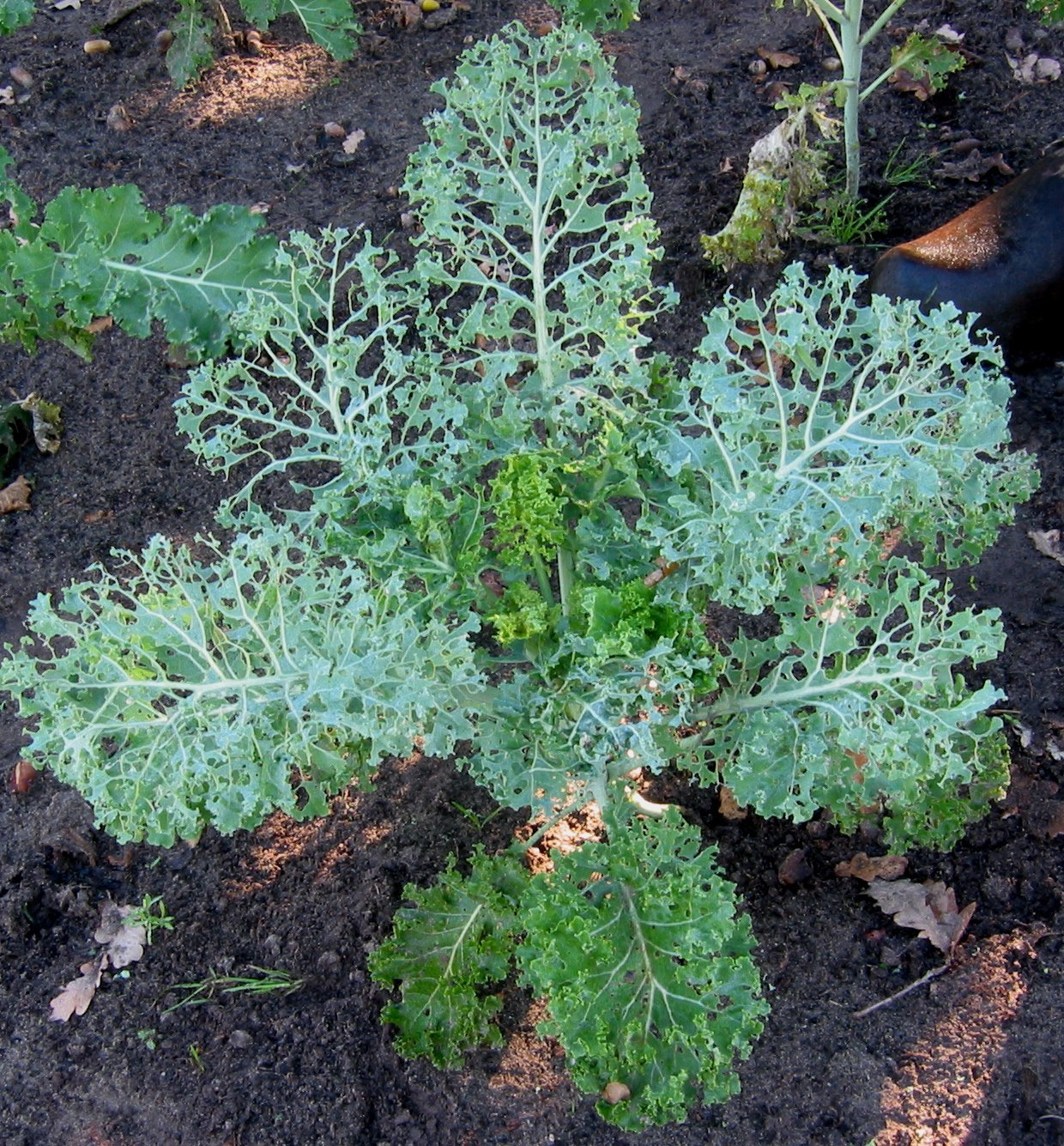
Rupsenvraat
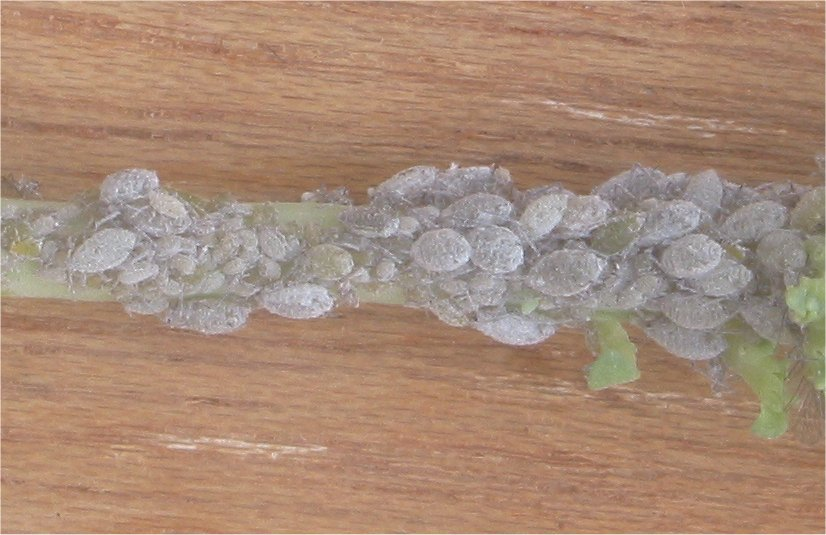
Melige koolluis
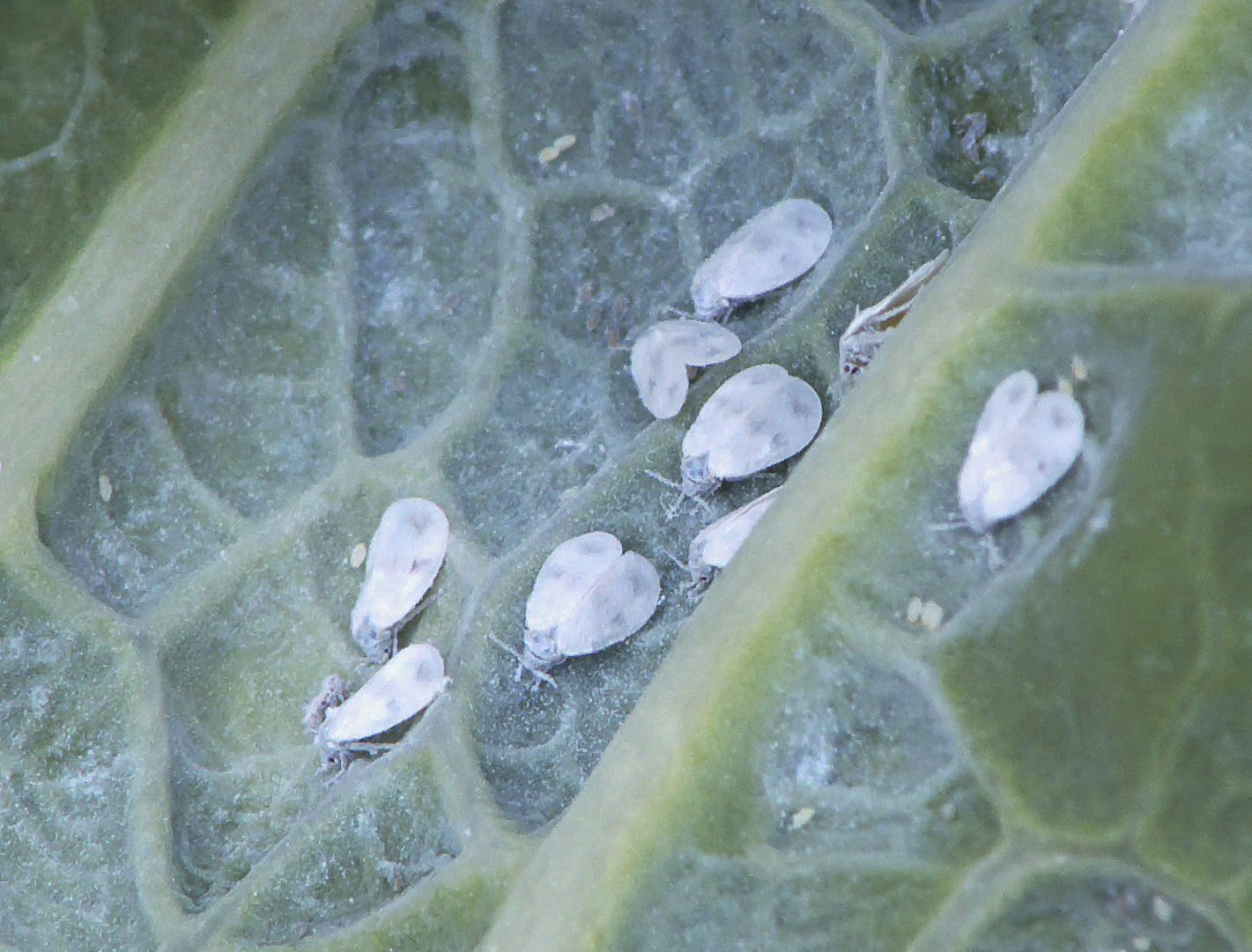
Koolwitte vliegen met eitjes (Aleyrodes proletella)

## Inhoudsstoffen
Per 100 gram vers gewicht bevat boerenkool gemiddeld:
| Energetische waarde | 167 kJ   |
| Koolhydraten        | 4 gram   |
| Eiwit               | 4 gram   |
| Vet                 | 0,9 gram |
| Vitamine C          | 100 mg   |
| Vitamine B1         | 0,02 mg  |
| Vitamine B2         | 0,20 mg  |
| Caroteen            | 5,3 mg   |
| Calcium             | 200 mg   |
| IJzer               | 1,0 mg   |

## Voedsel
Boerenkool is een groente die in Nederland voornamelijk in stamppotten wordt gebruikt. Deze 'stamppot boerenkool' wordt dan  metonymisch ook wel aangeduid met alleen het woord 'boerenkool'. Boerenkool wordt ook wel geserveerd als gestoofde groente (bijvoorbeeld met wat gort er door), als salade of in soep.
In andere landen werd boerenkool veelal gebruikt als dierenvoer.

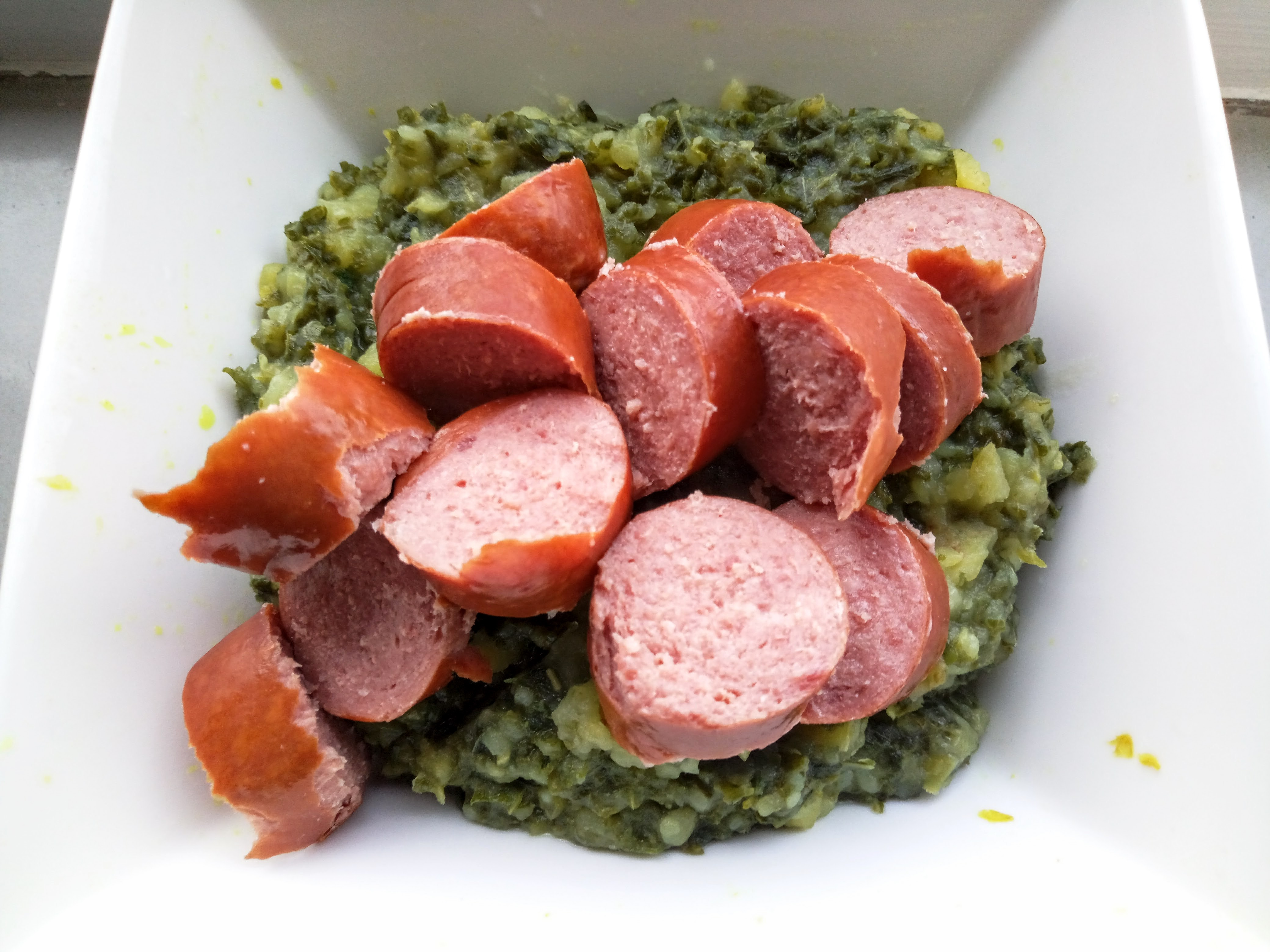
Boerenkoolstamppot
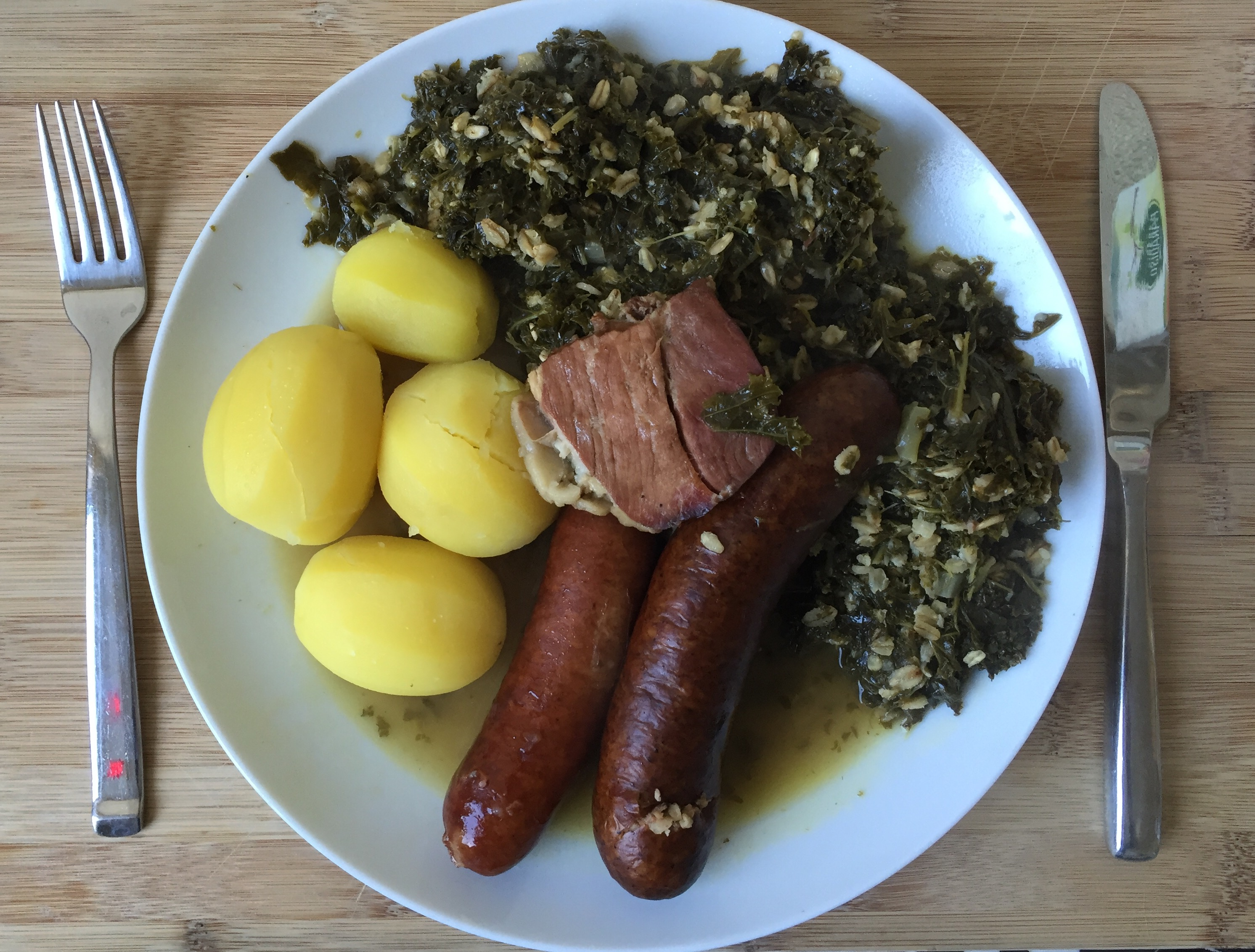
Boerenkool in Oost-Friesland
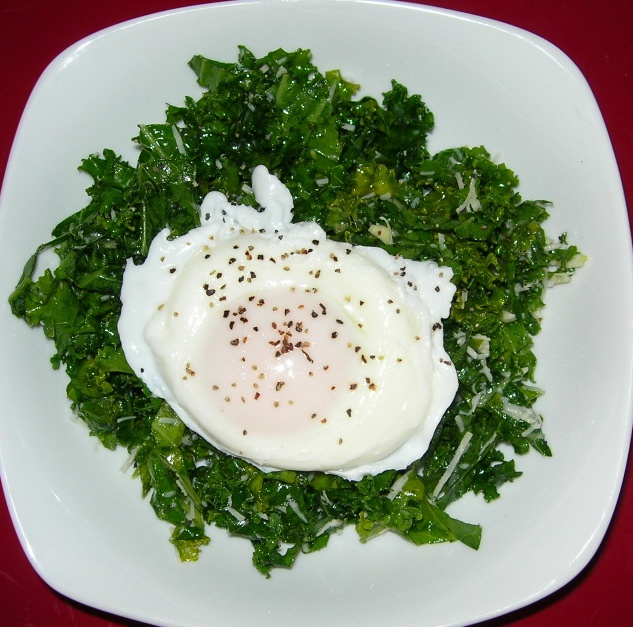
Boerenkoolsla
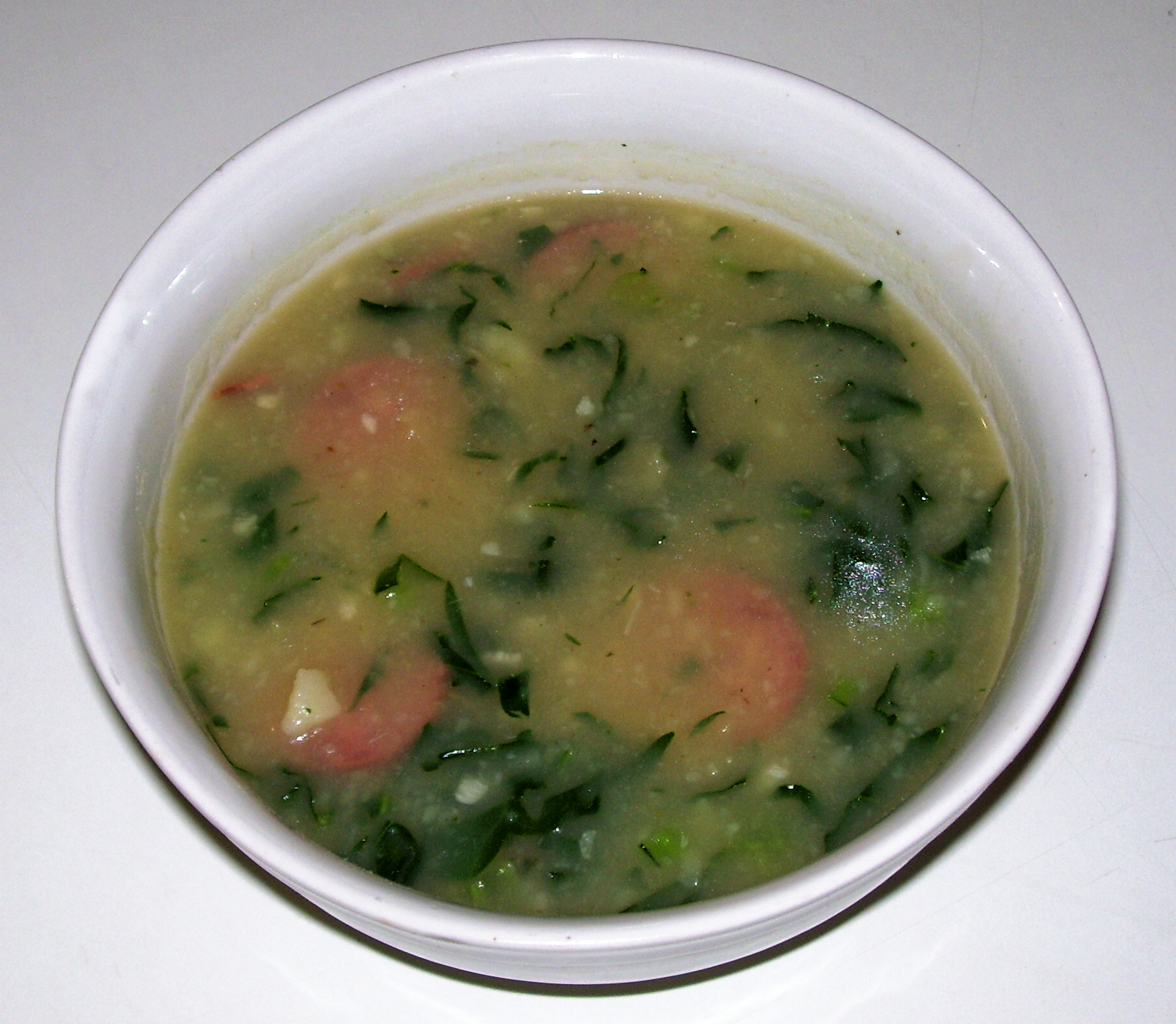
Boerenkoolsoep
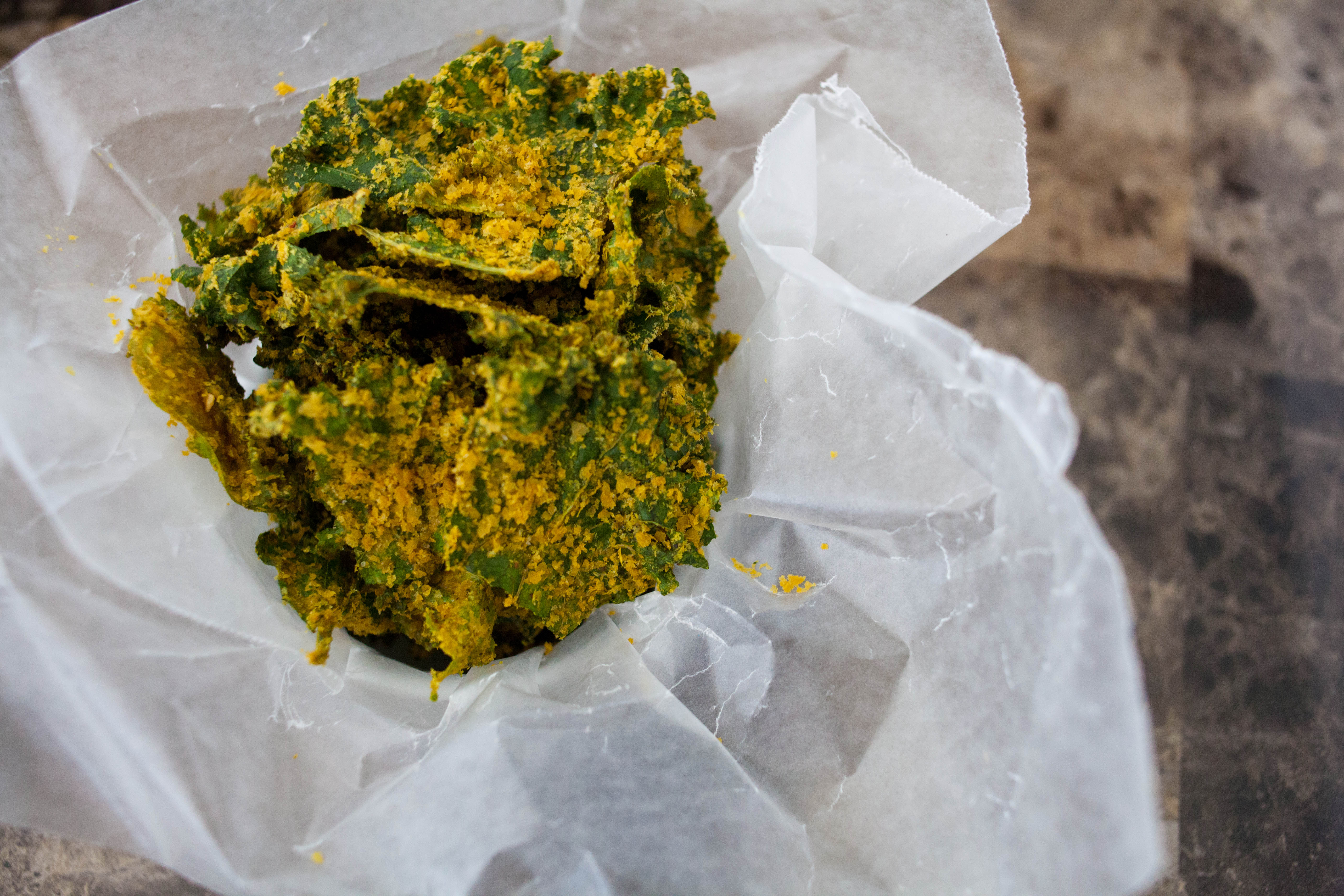
Boerenkoolchips